# Southern blot
Southern blot đã được dịch là phương pháp thấm Southern, do Edwin Southern phát minh năm 1975, là một trong những kỹ thuật lai axit nuclêic giữa DNA với DNA, nhằm chuyển DNA từ gel lên màng lai. Phương pháp này được E. Southern dùng để lai và chuyển các đoạn DNA phân tách bằng điện phân sang màng lọc và phát hiện các mảnh tiếp theo bằng phương pháp thăm dò. Do đó, phương pháp được đặt tên theo nhà phát minh Edwin Southern, nhà sinh học người Anh. Các phương pháp blotting khác (tức là western blot, northern blot, eastern blot, southwestern blot) sử dụng các nguyên lý tương tự, nhưng sử dụng RNA hoặc protein, sau này được đặt tên theo tên của Edwin Southern. Vì được đặt theo tên riêng, nên chữ Southern được viết hoa (southern nghĩa là phía Nam trong tiếng anh). Tên của các phương pháp blotting khác được đặt cùng trường nghĩa (northern, eastern, southwestern lần lượt nghĩa là miền Bắc, Đông và Tây Nam) 

## Phương pháp
1. Enzyme cắt giới hạn (Restriction Endonucleases) được sử dụng để cắt những sợi DNA có khối lượng phân tử lớn thành những đoạn nhỏ hơn.
2. Những đoạn nhỏ DNA sau đó được điện di trên thạch agarose (agarose gel) để phân tách chúng theo kích thước.
3. Nếu những đoạn DNA nào kích thước lớn hơn 15kb, thì trước khi thẩm tách, gel có thể được xử lý bởi acid (như HCl loãng). Cách này loại bỏ các đoạn DNA lớn, bẻ gãy chúng thành những mảnh nhỏ, do đó cho phép sự dịch chuyển hiệu quả hơn từ gel tới màng (Synthetic membrane).
4. Nếu sử dụng phương pháp dịch chuyển kiềm, thì gel DNA được đặt vào trong dung dịch kiềm (thường chứa sodium hydroxide_NaOH) để loại bỏ DNA sợi kép. Sự biến tính trong môi trường kiềm có thể cải thiện sự gắn kết của các thymine tích điện âm dư thừa của DNA với các nhóm amine tích điện dương của màng, tách nó thành các sợi DNA đơn để lai sau đó (hybridization) với đầu dò (xem nên dưới), và phá hủy những RNA dư còn có mặt trong DNA. Tuy nhiên, việc lựa chọn phương pháp dịch chuyển kiềm trung tính còn mang tính kinh nghiệm và có thể cho kết quả tương đương.
5. Một tấm màng nitrocellulose (hoặc nylon thay thế) được đặt bên trên (hoặc dưới, tùy thuộc vào hướng di chuyển) gel. Áp lực được áp dụng đồng đều trên gel (hoặc dùng cách hút, hoặc đặt một chồng giấy và một khối lượng lên bên trên màng và gel, nhằm đảm bảo sự tiếp xúc tốt và đồng đều giữa gel và màng. Nếu dịch chuyển bằng cách hút, bộ đệm 20X SSC được dùng để đảm bảo đóng kín và ngăn khô gel. Sự dịch chuyển bộ đệm dựa trên hoạt động mao dẫn từ vùng có thế năng nước cao tới vùng có thế năng nước thấp (thường dùng giấy lọc hoặc các mô giấy) sau đó được sử dụng để di chuyển DNA từ gel lên màng; tương tác trao đổi ion gắn kết DNA với màng bởi điện tích âm của DNA và điện tích dương của màng.
6. Màng sau đó được nung trong chân không hoặc trong lò thông thường ở 80 °C trong 2 giờ (điều kiện tiêu chuẩn, màng nitrocellulose hoặc màng nylon) hoặc tiếp xúc với bức xạ cực tím-ultraviolet radiation(màng nylon) để gắn vĩnh viễn DNA-di chuyển lên màng.
7. Màng sau đó được tiếp xúc với đầu dò lai ghép (hybridization probe) - một đoạn DNA đơn với một trình tự đặc biệt, có xuất hiện trong trình tự DNA đích, để được xác định. Đầu dò DNA (DNA probe) được đánh dấu nhằm để được phát hiện, bằng cách liên kết với phóng xạ hoặc gắn với thuốc nhuộm huỳnh quang hoặc sắc tố nhuộm. Trong vài trường hợp, đầu dò lai ghép có thể được tạo từ RNA chứ không phải DNA. Để đảm bảo tính đặc hiệu của liên kết giữa đầu dò với DNA mẫu, hầu hết các phương pháp lai phổ biến đều dùng DNA tinh trùng cá hồi hoặc cá trích để chặn bề mặt màng và DNA đích,  formamide bị khử ion hóa, và các chất tẩy như SDS để giảm liên kết không đặc hiệu của đầu dò.
8. Sau khi lai, đầu dò dư thừa được rửa sạch khỏi màng (thường sử dụng bộ đệm SSC) và mô hình lai được hiển thị trên phim X quang bằng autoradiograph trong trường hợp đầu dò phóng xạ hoặc huỳnh quang, hoặc bằng cách phát triển màu trên màng nếu sử dụng phương pháp phát hiện sắc ký.